# Himmelbett

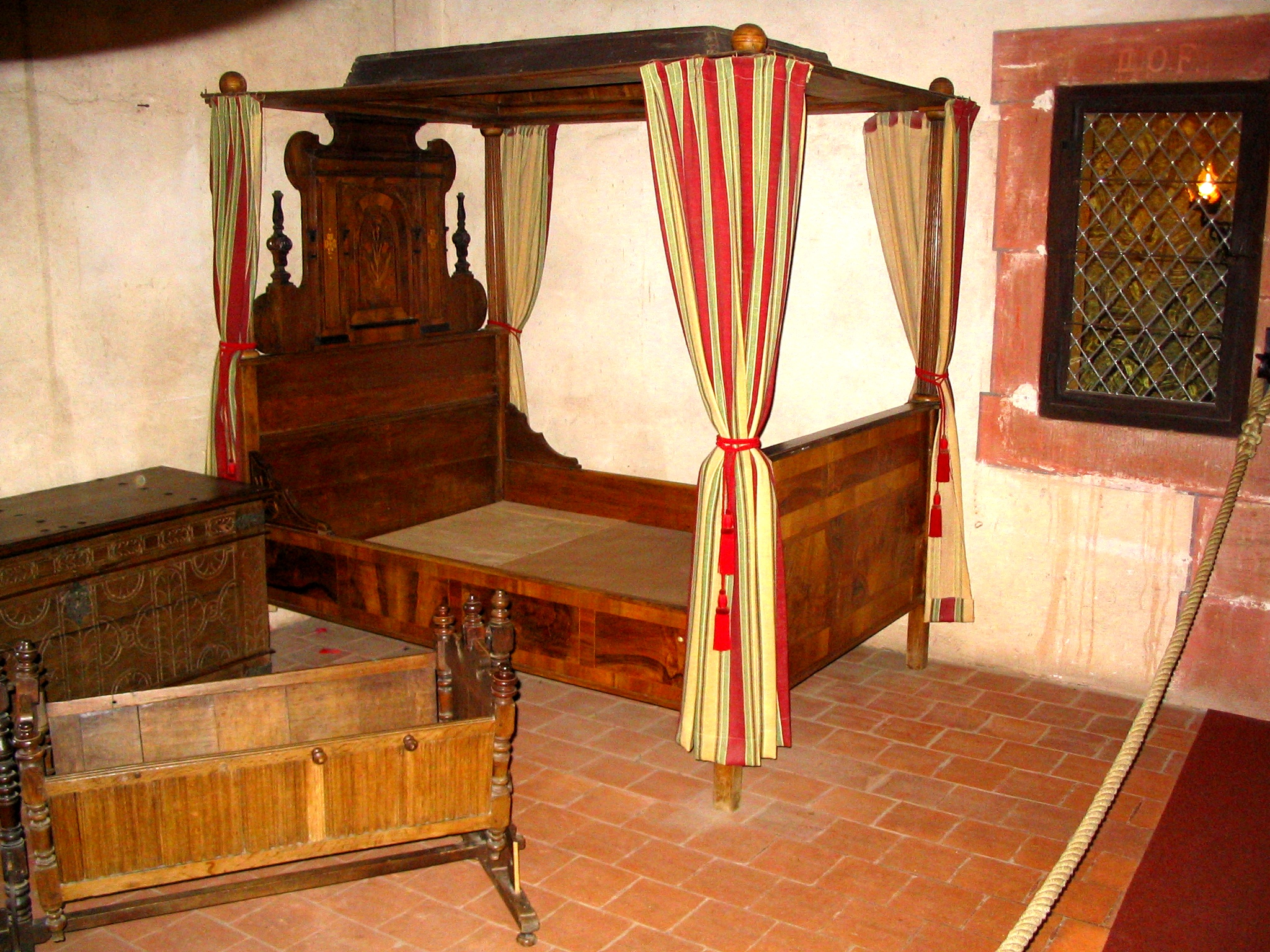
Gemach auf der Hohkönigsburg

Ein Himmelbett ist ein Bett, über dessen Liegefläche sich ein „Himmel“ befindet. Dieser Himmel, genauer Baldachin genannt, kann aus einem textilen Material, Holz oder anderem Material sein. Der Baldachin kann an der Decke über ein oder mehrere Bänder oder eine Scheibe befestigt sein. Eine der zahlreichen Varianten ist das mit vier verlängerten Bettpfosten ausgerüstete „Säulenbett“. Die Bettpfosten sowie Kopf- und Fußteil, von hölzernen Himmelbetten, können mit Schnitzereien oder Intarsien verziert sein. Ein bemerkenswertes Exemplar ist das 1607 datierte, mit den Wappen des Landgrafen Moritz von Hessen (1572–1632) und seiner zweiten Gemahlin Juliane von Nassau-Siegen (1587–1643) versehene Säulenbett aus Schloss Rotenburg, das später in die Löwenburg verbracht wurde und heute im Hessischen Landesmuseum Kassel steht.
In der Regel steht das Himmelbett mit der Kopfseite zur Wand; seltener gibt es auch Eckformen. Die seitlich bzw. an Kopf- und Fußende angebrachten Vorhänge aus durchsichtigen oder undurchsichtigen Materialien (Moskitonetze, Gardinen oder Vorhänge) verkleiden die Säulen oder können auch dazu bestimmt sein, das Bett von allen Seiten zu verhängen. In China sind auch Formen von Betten bekannt, die an fast allen Seiten mit Holz umschlossen sind, ähnlich dem Alkoven.

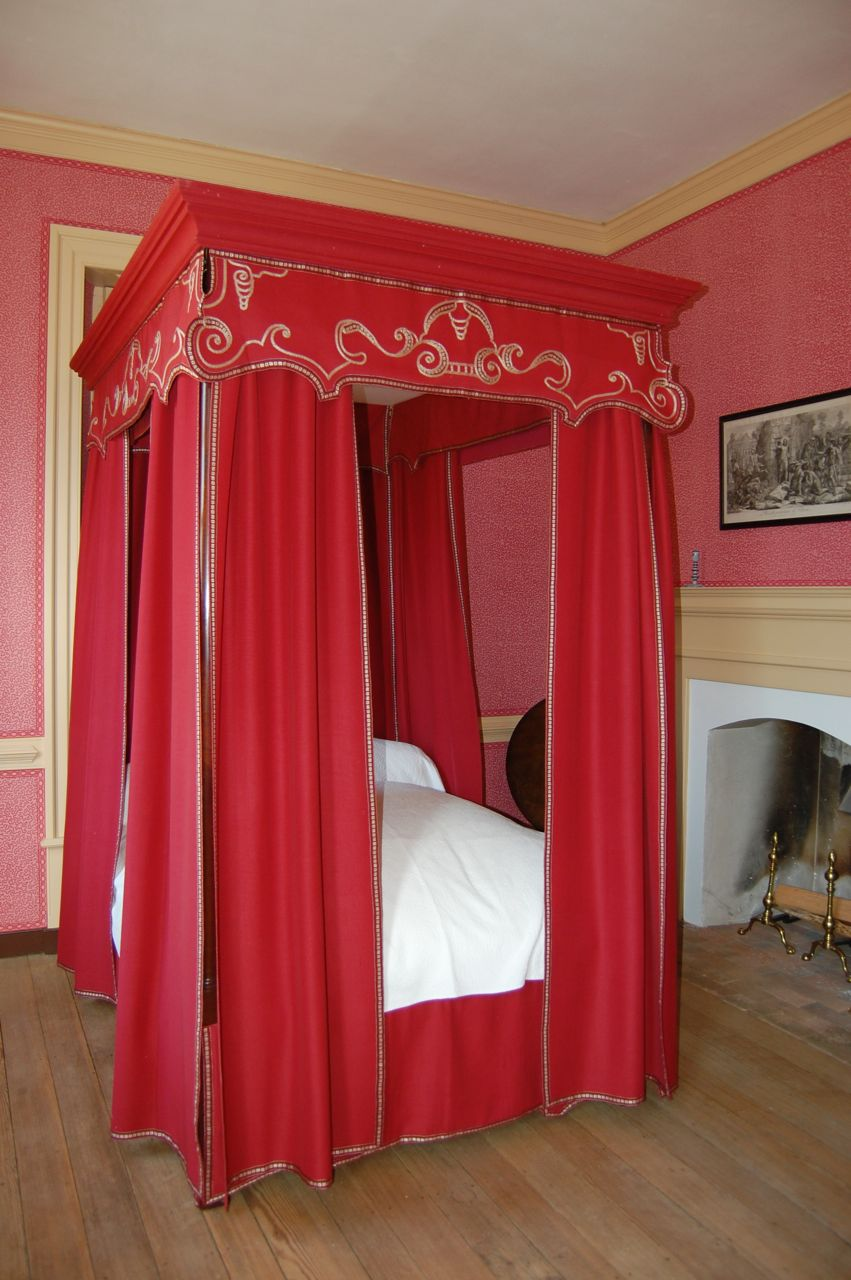
Himmelbett, USA

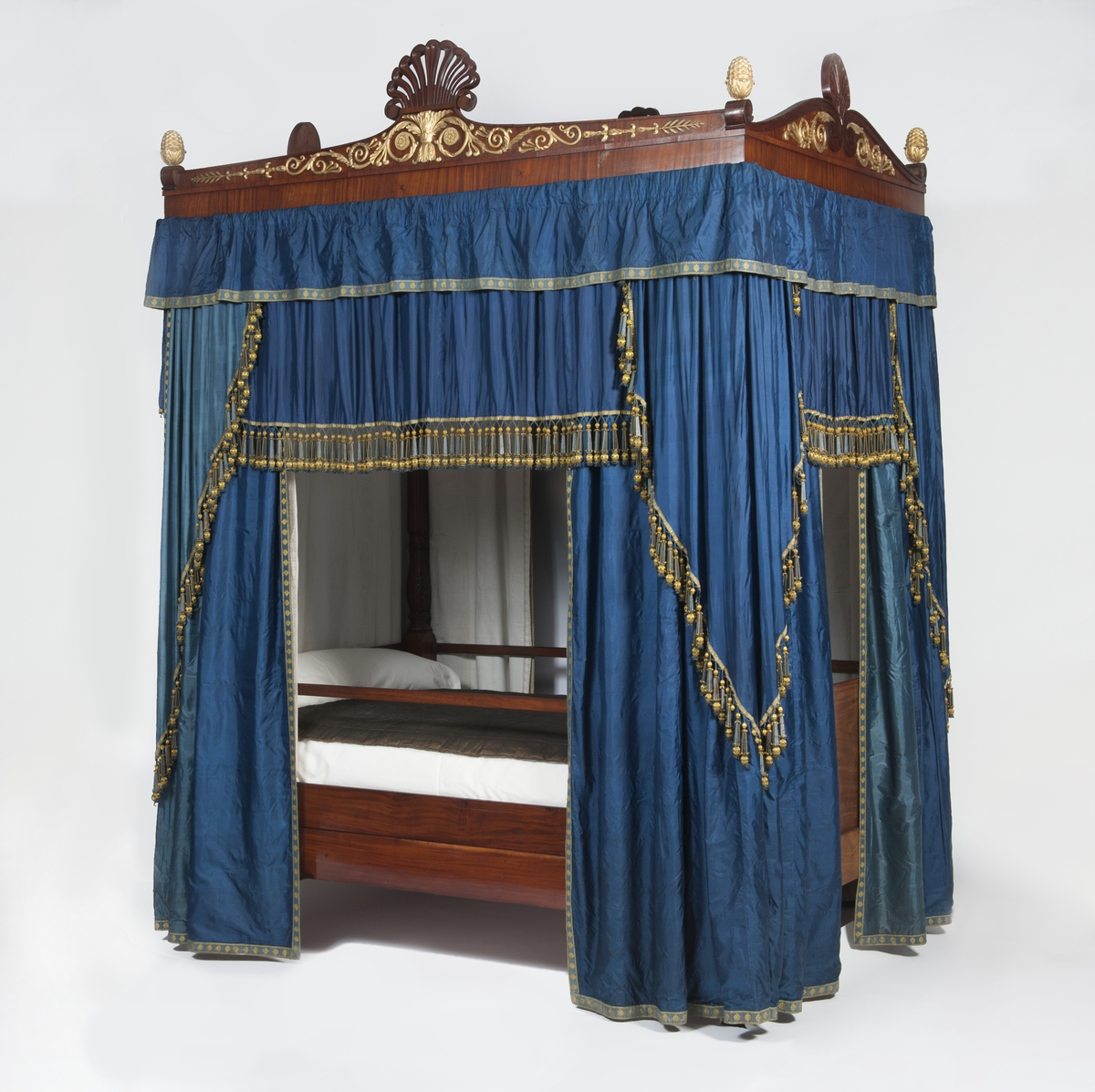
Himmelbett, Norwegen

Das Himmelbett bietet verschiedene Vorteile:
- innerhalb des umschlossenen Raumes ist es im Winter wärmer als in einer schlecht beheizten Außenumgebung, außerdem sind die Schlafenden vor Zugluft geschützt,
- durch die Vorhänge ist das Bett vor Licht und vor Einblicken geschützt, was die Schlafumgebung intimer macht,
- die seitlichen Vorhänge schützen vor Stechmücken,
- das Bett kann dekorative und repräsentative Zwecke erfüllen.

Himmelbetten sind schon aus dem Alten Ägypten und aus dem Mittelalter bezeugt.

## Sonstiges
Zahlreiche Beherbergungsbetriebe in Deutschland, insbesondere Burg- und Schlosshotels bieten – in der Regel gegen einen Aufpreis – Übernachtungsmöglichkeiten in historischen Himmelbetten an, z. B. die Schlösser Berlepsch, Lembeck, Zeilitzheim, Rammenau, Hohenfels, die Trendelburg, die Schönburg u. v. a. 

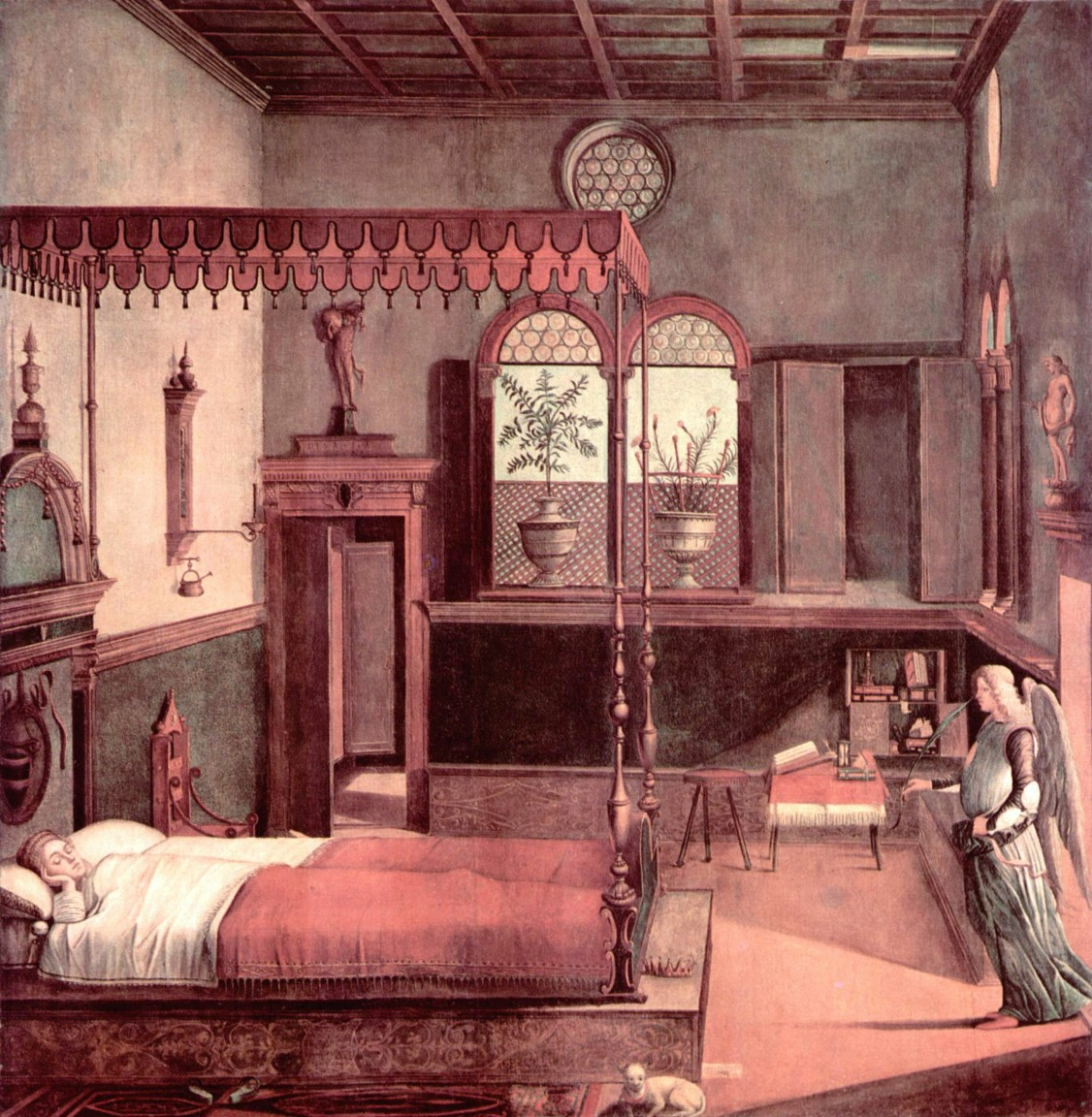
Säulenbett mit Betthimmel. Vittore Carpaccio: Der Traum der Heiligen Ursula (1495).